# Argyroeides laurion
Argyroeides laurion là một loài bướm đêm thuộc phân họ Arctiinae, họ Erebidae.